# Fondation Children of Africa
La fondation Children of Africa est une organisation à but non lucratif de droit ivoirien, créée en 1998 en Côte d'Ivoire par Dominique Ouattara, l'épouse du président Alassane Ouattara. La fondation intervient dans les domaines de la santé, de l'éducation et du social en Côte d'Ivoire et dans plus de onze pays d'Afrique.

## Domaines d'intervention et cibles
Les domaines d'intervention de la fondation sont la santé, l'éducation et le bien-être social. La fondation s'engage en faveur des femmes et des enfants, en particulier ceux vivant dans la rue, ainsi que des jeunes en situation de rupture sociale et des femmes en difficulté.

## Impacts et réalisations
Le 16 mars 2018, pour commémorer les vingt ans de la fondation, un hôpital mère-enfant est officiellement ouvert à Bingerville, dans la banlieue d’Abidjan. L'inauguration réunit 900 invités, parmi lesquels figurent de nombreuses personnalités nationales et internationales, ainsi que des donateurs.
Le 1er mars 2024, un premier centre d’accueil dénommé la Nouvelle Case des Enfants est inaugurée au Plateau en présence de stars nationales et internationales, d'acteurs et d'actrices, ainsi que de nombreuses personnalités politiques locales, nationales et de la sous-région africaine.

## Zones d'intervention
En dehors de la Côte d’Ivoire, la fondation Children of Africa intervient dans au moins onze pays d'Afrique dont le Bénin, le Burkina Faso, le Cameroun, le Gabon, le Madagascar, la République centrafricaine et le Sénégal.